# Masquerade (album sastava Running Wild)
Masquerade je deveti studijski album njemačkog heavy metal-sastava Running Wild. Diskografska kuća Noise Records objavila ga je 30. listopada 1995. Prvi je album trilogije o dobru i zlu.

## Popis pjesama
Tekstovi i glazba: Rock 'n' Rolf. 
| 1.    | »The Contract / The Crypts of Hades« | 2:20 |
| 2.    | »Masquerade«                         | 4:20 |
| 3.    | »Demonized«                          | 4:41 |
| 4.    | »Black Soul«                         | 5:18 |
| 5.    | »Lions of the Sea«                   | 5:49 |
| 6.    | »Revel at Heart«                     | 5:45 |
| 7.    | »Wheel of Doom«                      | 4:03 |
| 8.    | »Metalhead«                          | 4:57 |
| 9.    | »Soleil Royal«                       | 4:45 |
| 10.   | »Men in Black«                       | 4:36 |
| 11.   | »Underworld«                         | 6:15 |
| 52:49 |                                      |      |

| Bonus pjesme na japanskom izdanju | Bonus pjesme na japanskom izdanju         | Bonus pjesme na japanskom izdanju | Bonus pjesme na japanskom izdanju | Bonus pjesme na japanskom izdanju | Bonus pjesme na japanskom izdanju | Bonus pjesme na japanskom izdanju | Bonus pjesme na japanskom izdanju | Bonus pjesme na japanskom izdanju | Bonus pjesme na japanskom izdanju |
| Br.                               | Skladba                                   | Trajanje                          |                                   |                                   |                                   |                                   |                                   |                                   |                                   |
| --------------------------------- | ----------------------------------------- | --------------------------------- | --------------------------------- | --------------------------------- | --------------------------------- | --------------------------------- | --------------------------------- | --------------------------------- | --------------------------------- |
| 12.                               | »Iron Heads« (iz albuma Death Metal.)     | 3:45                              |                                   |                                   |                                   |                                   |                                   |                                   |                                   |
| 13.                               | »Bones to Ashes« (iz albuma Death Metal.) | 5:17                              |                                   |                                   |                                   |                                   |                                   |                                   |                                   |
| 61:51                             |                                           |                                   |                                   |                                   |                                   |                                   |                                   |                                   |                                   |

| Bonus pjesme na ponovljenom izdanju iz 2017. | Bonus pjesme na ponovljenom izdanju iz 2017.           | Bonus pjesme na ponovljenom izdanju iz 2017. | Bonus pjesme na ponovljenom izdanju iz 2017. | Bonus pjesme na ponovljenom izdanju iz 2017. | Bonus pjesme na ponovljenom izdanju iz 2017. | Bonus pjesme na ponovljenom izdanju iz 2017. | Bonus pjesme na ponovljenom izdanju iz 2017. | Bonus pjesme na ponovljenom izdanju iz 2017. | Bonus pjesme na ponovljenom izdanju iz 2017. |
| Br.                                          | Skladba                                                | Trajanje                                     |                                              |                                              |                                              |                                              |                                              |                                              |                                              |
| -------------------------------------------- | ------------------------------------------------------ | -------------------------------------------- | -------------------------------------------- | -------------------------------------------- | -------------------------------------------- | -------------------------------------------- | -------------------------------------------- | -------------------------------------------- | -------------------------------------------- |
| 12.                                          | »Lions of the Sea« (Iznova snimljena inačica iz 2003.) | 3:45                                         |                                              |                                              |                                              |                                              |                                              |                                              |                                              |
| 13.                                          | »Black Soul« (Iznova snimljena inačica iz 2003.)       | 5:17                                         |                                              |                                              |                                              |                                              |                                              |                                              |                                              |
| 61:51                                        |                                                        |                                              |                                              |                                              |                                              |                                              |                                              |                                              |                                              |

## Zasluge
| Running Wild - Thilo Hermann – gitara - Thomas "Bodo" Smuszynski – bas-gitara - Jörg Michael – bubnjevi - Rock 'n' Rolf – vokal, gitara, produkcija Dodatni glazbenici - Ralf Nowy – efekti (na pjesmama "The Contract / The Crypts of Hades" i "Underworld") | Ostalo osoblje - Karl-U. Walterbach – produkcija - Marisa Jacobi – grafički dizajn, tipografija - Gerhard "Anyway" Wolfle – inženjer zvuka - Andreas Marschall – naslovnica albuma |